# Dutch Basketball League 2015-16
Het Dutch Basketball League (DBL) seizoen 2015–16 was het 56e seizoen van de Nederlandse basketbal-Eredivisie. SPM Shoeters Den Bosch was de titelverdediger.
Het seizoen 2015-16 begon op 10 oktober 2015 en eindigde op 27 mei 2016, toen Donar in wedstrijd 5 van de finale Landstede Basketbal versloeg en voor de 5e keer landskampioen werd.

## Clubs

### Algemeen
| Club                       | Plaats           | Stadion                   | Capac. |
| -------------------------- | ---------------- | ------------------------- | ------ |
| Aris Leeuwarden            | Leeuwarden       | Sportcentrum Kalverdijkje | 1.700  |
| BC Apollo Amsterdam        | Amsterdam        | Apollohal                 | 1.500  |
| Challenge Sports Rotterdam | Rotterdam        | Topsportcentrum Rotterdam | 1.000  |
| Donar                      | Groningen        | MartiniPlaza              | 4.350  |
| Landstede Basketbal        | Zwolle           | Landstede Sportcentrum    | 1.200  |
| SPM Shoeters Den Bosch     | 's-Hertogenbosch | Maaspoort Sports & Events | 2.700  |
| BSW                        | Weert            | Sporthal Boshoven         |        |
| Zorg en Zekerheid Leiden   | Leiden           | Vijf Meihal               | 2.000  |

### Personeel en sponsors
| Club                       | Hoofdcoach          | Shirtsponsor   | Hoofdsponsor      |
| -------------------------- | ------------------- | -------------- | ----------------- |
| Aris Leeuwarden            | Michael Schuurs     | Macron         | Univé             |
| BC Apollo Amsterdam        | Patrick Faijdherbe  | Peak           | –                 |
| Challenge Sports Rotterdam | Armand Salomon      | Peak           | Challenge Sports  |
| Donar                      | Erik Braal          | Burned         | Mini              |
| Landstede Basketbal        | Herman van den Belt | Hummel         | Landstede         |
| SPM Shoeters Den Bosch     | Sam Jones           | Joma           | SPM Shoes & Boots |
| BSW                        | Pascal Meurs        | Spalding       | –                 |
| Zorg en Zekerheid Leiden   | Eddy Casteels       | Panzari Sports | Zorg & Zekerheid  |

## Regulier seizoen

### Stand
| 1 | Landstede Basketbal        | 28 | 22 | 6  | 44 |                    |  |  |  |
| 2 | Zorg en Zekerheid Leiden   | 28 | 22 | 6  | 44 |                    |  |  |  |
| 3 | Donar                      | 28 | 21 | 7  | 42 | Landskampioen 2015 |  |  |  |
| 4 | SPM Shoeters Den Bosch     | 28 | 16 | 12 | 32 | Winnaar Supercup + |  |  |  |
| 5 | BC Apollo Amsterdam        | 28 | 10 | 18 | 20 |                    |  |  |  |
| 6 | Challenge Sports Rotterdam | 28 | 9  | 19 | 18 |                    |  |  |  |
|   |                            |    |    |    |    |                    |  |  |  |
| 7 | Aris Leeuwarden            | 28 | 9  | 19 | 18 |                    |  |  |  |
| 8 | BSW                        | 28 | 3  | 25 | 6  |                    |  |  |  |

1. Onderling resultaat.

2. Puntenverschil bij gelijk resultaat.

3. Totale punten verschil in de competitie.

4. Totaal aantal punten gescoord.

## Play-offs
|  | Kwartfinale | Kwartfinale                | Kwartfinale |  |  | Halve finale | Halve finale             | Halve finale |  |  | Finale | Finale              | Finale |
|  |             |                            |             |  |  |              |                          |              |  |  |        |                     |        |
|  |             |                            |             |  |  | 1            | Landstede Basketbal      | 4            |  |  |        |                     |        |
|  | 4           | SPM Shoeters Den Bosch     | 2           |  |  | 4            | SPM Shoeters Den Bosch   | 2            |  |  |        |                     |        |
|  | 5           | Apollo Amsterdam           | 0           |  |  |              |                          |              |  |  | 1      | Landstede Basketbal | 1      |
|  |             |                            |             |  |  |              |                          |              |  |  | 3      | Donar               | 4      |
|  |             |                            |             |  |  | 2            | Zorg en Zekerheid Leiden | 2            |  |  |        |                     |        |
|  | 3           | Donar                      | 2           |  |  | 3            | Donar                    | 4            |  |  |        |                     |        |
|  | 6           | Challenge Sports Rotterdam | 0           |  |  |              |                          |              |  |  |        |                     |        |

## Statistieken

### Records
| Statistiek  | Statistiek | Speler             | Club            |
| ----------- | ---------- | ------------------ | --------------- |
| Punten      | 37         | Sergio de Randamie | Landstede       |
| Punten      | 37         | Javier Duren       | Aris Leeuwarden |
| Rebounds    | 20         | Ross Bekkering     | Donar           |
| Assists     | 17         | Ken Brown          | Donar           |
| Steals      | 7          | 2 spelers          | 2 spelers       |
| Blocks      | 7          | Chase Fieler       | Donar           |
| Driepunters | 8          | Joe O'Shea         | Aris Leeuwarden |
| Driepunters | 8          | Thomas Dreesen     | BSW             |

Op 22 maart 2016. Bron: RealGM

## Gebeurtenissen
| Speler                                          | Datum      | Van                 | Naar                   | Ref.   |
| ----------------------------------------------- | ---------- | ------------------- | ---------------------- | ------ |
| Sergio de Randamie                              | 9 juni     | BC Apollo           | Rotterdam              | [ 4 ]  |
| Jessey Voorn                                    | 16 juni    | CB Canarias         | Landstede Basketbal    | [ 5 ]  |
| Leon Williams                                   | 2 juli     | Landstede Basketbal | SPM Shoeters Den Bosch | [ 6 ]  |
| Yannick Franke                                  | 11 juli    | Rotterdam           | Donar                  | [ 7 ]  |
| Thomas Koenis                                   | 15 juli    | Donar               | ZZ Leiden              | [ 8 ]  |
| Jason Dourisseau                                | 21 juli    | S.Oliver Baskets    | Donar                  | [ 9 ]  |
| Lance Jeter                                     | 13 januari | Mitteldeutscher BC  | Donar                  | [ 10 ] |
| Marquise Simmons                                | 11 januari | Njardvik            | ZZ Leiden              | [ 11 ] |
| Voor alle transfers, zie Transfers DBL 2015-16. |            |                     |                        |        |

- 5 juni: Coach Patrick Faijdherbe tekent een 1-jarig contract bij Apollo Amsterdam.[12]
- 22 juni: Coach Erik Braal tekent een 2-jarig contract bij Donar.[13]
- 1 juli: TBG Dragons sluit zich niet aan bij de nieuwe competitie, wat betekent dat het aantal teams 8 blijft.[14]
- 17 juli: Pascal Meurs is de nieuwe coach van BSW.[15]
- 21 juli: Voormalig MVP Jason Dourisseau keert terug in de DBL en tekent een 2-jarig contract bij Donar.[9]
- 13 januari: Voormalig MVP Lance Jeter tekent een contract bij Donar.[10]